# Ring Ring (singolo ABBA)
Ring Ring è un singolo del gruppo musicale svedese ABBA, pubblicato nel 1973 dall'etichetta Polar Music.

## Descrizione
Questo singolo ha portato il gruppo alla ribalta in diversi Paesi europei, anche se nel resto d'Europa, in Nord America e in Australia gli ABBA diventeranno famosi l'anno dopo.
Ring Ring è stato originariamente scritto in svedese da Benny Andersson e Björn Ulvaeus insieme al loro manager Stig Anderson; per la traduzione dei testi in inglese sono stati aiutati da Neil Sedaka e Phil Cody. La versione svedese ha raggiunto la posizione n°1 nelle classifiche svedesi.
Dopo il successo di People Need Love nel 1972 di Björn & Benny, Agnetha & Anni-Frid (così il gruppo era conosciuto all'epoca), il manager Stig Anderson intuì le potenzialità di aggancio tra il talento vocale delle donne e il talento per la scrittura dei due uomini. Fu poi deciso che il gruppo avrebbe registrato un LP e questo si rivelò alla fine essere l'album Ring Ring.
Andersson, Ulvaeus e Anderson furono invitati a presentare una canzone per la selezione svedese dell'Eurovision Song Contest 1973. Dopo diversi giorni Andersson e Ulvaeus trovarono la melodia per la versione svedese di Ring Ring, con il titolo provvisorio di Klocklåt ("Melodia dell'orologio"). Stig Anderson scrisse i testi, con l'intenzione di realizzare una canzone più leggera, cercando di allontanarsi dallo sfarzo e dalle circostanze attinenti all'Eurovision Song Contest di quel tempo.
Successivamente, la canzone fu reintitolata Ring Ring. Per renderla più accessibile al pubblico di tutto il mondo, Stig Anderson chiese al paroliere statunitense Neil Sedaka di scrivere il testo per la versione in inglese insieme a Phil Cody.
Il 10 gennaio 1973 la canzone fu registrata presso il Metronome Studio di Stoccolma. Michael B. Treatow, il tecnico del suono, collaborò con Benny e Björn a molti dei loro singoli e album successivi. Treatow aveva letto un libro sul produttore discografico Phil Spector, famoso per il suo "Wall of Sound", tecnica di produzione che utilizzava diversi musicisti per suonare lo stesso strumento, nello stesso studio e nello stesso momento; questo metodo era però troppo costoso per gli ABBA. Così Treatow risolse il problema registrando le basi del brano due volte, in modo da ottenere un suono più orchestrale; modificando la velocità del nastro tra le sovraincisioni si rendevano gli strumenti leggermente stonati e questo aumentava l'effetto. Questo era diverso da tutto ciò che era stato fatto prima nella musica svedese.
Tuttavia, quando Björn & Benny, Agnetha & Anni-Frid interpretarono Ring ring alle selezioni svedesi, arrivarono solamente terzi. Ma la canzone ebbe molto più successo, sia in lingua svedese che in lingua inglese.
Fu solo in quel momento che gli ABBA presero seriamente in considerazione l'idea di formare un vero e proprio gruppo. Fecero una tournée in Svezia e cominciarono a prepararsi per l'edizione dell'anno successivo, nella quale avrebbero partecipato con Waterloo.

## Successo commerciale
Anche se Ring Ring non ha avuto l'occasione di rappresentare la Svezia all'Eurovision Song Contest del 1973, la canzone ha avuto molto successo nelle classifiche svedesi, dando al quartetto la loro prima hit da n°1. La versione in lingua inglese ha fatto quasi altrettanto bene, arrivando a toccare la posizione n°2 in Svezia, Norvegia e Austria, mentre ha raggiunto la top ten nelle classifiche di Paesi Bassi, Sudafrica e Rhodesia (oggi Zimbabwe).
Il è diventato, inoltre, il primo di 16 n°1 degli ABBA in Belgio; è stato anche il primo uscito nel Regno Unito, nell'ottobre 1973, ma non è riuscito ad entrare nelle classifiche, vendendo solo 5000 copie.
Una versione remixata del brano ha raggiunto la 32ª posizione nel giugno 1974, dopo il successo da n°1 di Waterloo, e ha raggiunto più tardi la 7ª posizione in Australia al culmine dell'"ABBAmania".

## Tracce
Versione in svedese
Lato A
1. Ring Ring (Bara Du Slog En Signal)

Lato B
1. Åh vilka tider

Versione in inglese
Lato A
1. Ring Ring

Lato B
1. Rock 'n' Roll Band